# 斯塔德尼察农村居民点
斯塔德尼察农村居民点（俄语：Стадницкое сельское поселение）是俄罗斯联邦沃罗涅日州谢米卢基区所属的一个农村居民点。其下辖有2个居民点，行政中心为斯塔德尼察。据2016年统计，该农村居民点的人口为623人。